# Hubert Pirotte
Hubert Pirotte (Luik, 10 oktober 1934 - 9 april 1996) was een Belgisch politicus voor de PLP/PRL.

## Levensloop
Pirotte was van opleiding kleermaker en nam de kledingzaak van zijn vader over.
Bij de gemeenteraadsverkiezingen van 1964 werd hij voor de toenmalige PLP verkozen tot gemeenteraadslid van Luik, wat hij bleef tot aan zijn dood in 1996. In juni 1971 werd Pirotte schepen, bevoegd voor Jeugd en Sport. Nadat Luik in 1976 fuseerde met verschillende buurgemeenten, was hij vanaf januari 1977 eerste schepen, ditmaal met de bevoegdheden Cultuur, Sport en Jeugd. Zijn schepenmandaat kwam ten einde in 1982, toen de PRL in de oppositie belandde.
Hij was meermaals kandidaat voor de parlementsverkiezingen, als plaatsvervanger op de liberale lijst voor de Kamer van volksvertegenwoordigers in het arrondissement Luik.